# 岡山舊車站
岡山舊車站指的是位在今臺灣高雄市岡山區平和路與鐵路巷的交叉路口，興建於1923年11月，毀於1995年11月3日的岡山車站舊站房。在岡山車站於1993年遷至現址後，岡山鎮公所原本計畫將之拆除開闢道路，後來高雄縣政府接受當地民眾反應，召開聽證會並聘請學者會勘。經過會勘後原本打算要將舊站房遷建保存，但站房卻遭到燒毀，殘骸也在失火數月之後被予以清除。

## 沿革
岡山車站舊名「阿公店驛」，設於1900年，當時臺南與高雄之間除阿公店驛外，阿公店以北設有車路墘、大湖街兩站，以南則設有楠梓坑、舊城兩站。1920年11月29日由於行政區調整，更名為「岡山驛」（日语：／ Okayama eki ），而新的站房則興建於1923年11月，而後由於岡山的發展，站房因而在1925、1941、1944年進行擴建，此外在1930年時，還因應雙線化增設了天橋與下行月臺。1937年為了配合軍事運輸需求，岡山驛原本計畫遷站，但因二次大戰而未實行。
二次大戰之後，岡山驛改為岡山站，於1977年在上行月臺建遮雨鋼棚，兩年後增設電車線，但因天橋高度不夠而將鐵道上方部分截斷用鐵架架高並加上屋頂。由於站房建築老舊，設備不敷使用，原本在1967年便已打算將車站東遷380公尺，但該工程在1985年7月1日才動工。1993年10月29日完工後，岡山站於10月30日東遷至新站。
岡山車站遷走後，地方爭取將舊站房列為古蹟。而在經過多次會勘之後，高雄縣政府原本計畫在1995年12月發包將舊站房遷移到岡山縣立文化中心旁的文化公園保存，但在該年11月3日凌晨1點30分時站房神秘的起火燃燒，雖然在3點30分撲滅，但站房已近乎全毀，僅留下候車室與天橋。而後來站房廢墟拆除，現已不存。

## 建築
岡山舊站佔地約0.56公頃，建築除站房本體外，還包括有月臺、天橋、油燈室、貨運儲藏室及員工宿舍。車站入口在西側中央，北邊為倉庫，南邊則是天橋、旅客廁所及員工宿舍。而在站房內，辦公室與售票亭都位在北邊，南邊則是候車室與販賣部。
至於興建於1930年的檜木天橋則是岡山舊站的特色，其樓梯是在階梯側板鑿溝讓踏板卡入再加以固定。天橋走道中段在戰後因鐵路電氣化而截斷改以鑄鐵桁架的方式設計。

## 腳註